# Veiovistemplet
Veiovistemplet (latin: Aedes Veiovis) var ett tempel i Rom, beläget på Capitolium. Templet var invigt åt Veiovis och stod inter duos lucos (latin: ”mellan två offerlundar”) i dalsänkan mellan det egentliga Capitolium och Arx. År 200 f.Kr. avgav praetorn och generalen Lucius Furius Purpureo löfte om att uppföra templet och det invigdes år 192 f.Kr. av Quintus Marcius Ralla.
Templet hade en kultstaty föreställande Veiovis med pilar i sin hand och med en get vid sin sida.

## Karta
| Plan över Capitolium under antiken |
| --- |
| Capitolium Arx Forum Romanum Fori Imperiali Velabrum Jupitertemplet Tabularium Juno Monetas tempel Marcellusteatern Forum Holitorium Bellonatemplet Jupiter Feretrius tempel Veiovistemplet Auguraculum Iseum Jupiter Custos tempel Concordiatemplet Jupiter Conservators tempel Altare Tensarum Jupiter Tonans tempel Clivus Capitolinus Centus Gradus Porta Pandana Janustemplet Juno Sospitas tempel Spestemplet Augustustemplet Asylum Inter duos lucos Vicus Iugarius Marsfältet Dei Consentes portik Vespasianus- templet Concordiatemplet Tullianum Clivus Argentarius Venus Erycinas tempel Bona Mens tempel Fidestemplet Opstemplet Scipio Africanus båge Saturnustemplet Basilica Iulia |